# Belvianes-et-Cavirac
Belvianes-et-Cavirac è un comune francese di 293 abitanti situato nel dipartimento dell'Aude nella regione dell'Occitania.

## Società

### Evoluzione demografica
Abitanti censiti